# Elf. Tech
Elf. Tech és un programari de generació de veu llançat per l'artista Grimes l'any 2023. L'eina funciona mitjançant la intel·ligència artificial i permet als seus usuaris crear i distribuir cançons amb la veu de la cantant.
Donada la controvèrsia arran de l'ús d'IA de cantants com Bad Bunny o Drake, la cantant canadenca, que sempre s'ha mostrat a favor de l'avenç de les tecnologies, va prometre per Twitter que dona llibertat plena a qualsevol persona que vulgui utilitzar la seva veu com a eina per crear música. Poc després d'aquest anunci, va crear la seva propia plataforma per facilitar el procés creatiu, el que ara es coneix com Elf. Tech.

## Funcionament
La web es troba en fase beta, però, tot i això, és d'ús obert al públic. És necessari estar enregistrat a la pàgina. Una vegada iniciada la sessió, s'ha de prémer el botó "Create". A partir d'aquí es permet pujar arxius de veu propis o gravar des de la pròpia pàgina. L'eina el que fa és transformar la veu de la pista d'àudio i convertir-la en la veu de Grimes. La cantant ha acordat dividir al 50% els beneficis monetaris que els artistes que utilitzin la IA puguin rebre, ja que ella figura com a colaboradora de tots els projectes realitzats perquè ha donat permís d'ús lliure de la seva pròpia veu. Per tant, és obligatori incloure GrimesAI als crèdits de les cançons, fet que la converteix tècnicament en una artista més tot i no ser una persona real.

## Copyright
El programa promet ser copyright free. Tot i que Grimes ha expressat sempre que és una persona que es posiciona en contra del copyright, fa poc ha hagut de prendre accions legals contra aquells usuaris que aprofiten Elf. Tech per crear missatges d'odi i que no representen a l'artista.

## Cançons fetes amb l'IA
Gairebé totes les cançons produïdes amb Elf. Tech es troben a SoundCloud.
| Cançó              | Any  | Artista                    | Ref.   |
| ------------------ | ---- | -------------------------- | ------ |
| And I Never!       | 2023 | Hati Hari ft. GrimesAI     | [ 9 ]  |
| posthuma           | 2023 | Victoria Dyer ft. GrimesAI | [ 10 ] |
| So Quiet Now       | 2023 | Poingly ft. GrimesAI       | [ 11 ] |
| Homo-Techno        | 2023 | Deriler ft. GrimesAI       | [ 12 ] |
| Cats Heart Savers  | 2023 | Evisaveme ft. GrimesAI     | [ 13 ] |
| Basilisk's Lullaby | 2023 | Astronata ft. GrimesAI     | [ 14 ] |
| Liquid Nitrogen    | 2023 | Bionic Sleep ft. GrimesAI  | [ 15 ] |
| MACROHARD          | 2023 | Säfira ft. GrimesAI        | [ 16 ] |